# Kvarndammen, Dalarna
Kvarndammen är en sjö i Mora kommun i Dalarna och ingår i Dalälvens huvudavrinningsområde.